# 西洛貢區
西洛貢區（阿拉伯语：‎）是乍得的一個大區，位於該國西南部。
首府蒙杜。下分四省。省名源於流經該省的洛貢河。
1. ↑  Law, Gwillim. . Statoids.   [10 March 2017].